# Glencorse Reservoir
Das Glencorse Reservoir ist ein Stausee in Schottland.

## Geschichte
Der Stausee wurde zwischen 1820 und 1824 erbaut. Der schottische Ingenieur James Jardine zeichnet für die Planung verantwortlich, wobei er Unterstützung von Thomas Telford und John Rennie erhielt. Die Baukosten betrugen 43.000 £. Das Glencorse Reservoir wurde im Wesentlichen zur Wasserversorgung der zahlreichen Mühlen entlang des North Esks eingerichtet, diente jedoch auch der Versorgung von Edinburgh. Hierzu wurden über die Strecke von rund 14 Kilometern gusseiserne Rohrleitungen verlegt, die unter anderem kleine Reservoire auf Castle Rock und nahe der George Heriot’s School versorgten.
Heute ist das Glencorse Reservoir Teil der Pentland Works zur Wasserversorgung Edinburghs.
Das Glencorse Reservoir überflutet die mittelalterliche St Catherine’s Chapel, deren Ruinen bei niedrigem Wasserstand sichtbar werden.

## Geographie
Der etwa 880 m lange und 780 m breite See liegt im Süden der Council Area Midlothian in den Pentland Hills nahe der Kleinstadt Penicuik. Der grob L-förmige See weist eine Fläche von maximal 21 Hektar bei einem Stauvolumen von 1.634.710 m³ auf. Entlang seiner Schenkel erheben sich der Castlelaw Hill sowie der Bell’s Hill, während der Turnhouse Hill im Innenwinkel liegt.
Das Glencorse Reservoir entsteht durch Stauung des Logan Burns, der an der Westseite des Stausees einmündet. An der Ostseite fließt der Glencorse Burn ab, der über den North Esk schließlich in den Firth of Forth entwässert. Nur 1,5 Kilometer flussaufwärts wurde das Wasser des Logan Burns bereits zum Loganlea Reservoir gestaut.